# Portrait de Paul Éluard
Portrait de Paul Éluard est une huile sur toile surréaliste de Salvador Dalí réalisée en 1929 peu après la rencontre du peintre avec le groupe des surréalistes.

## Contexte
En 1929, Camille Goemans vint à Cadaquès voir le travail de Dalí, alors inconnu. Il fit le voyage en compagnie de Magritte, et des époux Eluard : Paul et Gala.
Si Dalí montra le pire de son caractère, il séduisit Gala dont il tomba amoureux sous les yeux d'Éluard. Pourtant, l'écrivain resta complaisant et désinvolte envers les amants qu'il encouragea. Ce fut à l'occasion de cette rencontre que Dalí entreprit ce portrait de Paul Eluard qu'il termina une fois Gala et Paul rentrés à Paris.

## Description
Le visage de Eluard flotte sur une plage déserte. Le poète est entouré de différents éléments du langage dalinien : le Grand Masturbateur à gauche, une baguette de pain, des mains de cadavre. En haut à droite se trouvent l'image rugissant d'un lion faisant face à un masque funèbre.
Le portrait fut réalisé en même temps que le Grand Masturbateur avec lequel il partage plusieurs éléments symboliques : sauterelle, masque mortuaire, une tête de lion verte rugissant.
Dalí affirma vouloir « perpétuer la physionomie du poète qui avait pris des muses de l'Olympe », référence à Gala.